# Sara Neumann
Sara Neumann (ur. 30 września 2000) – polska lekkoatletka specjalizująca się w biegu na 400 metrów.
W 2019 roku została brązową medalistką mistrzostw Europy juniorów w sztafecie 4 × 400 metrów.
Rekordy życiowe:
- stadion – 54,88 (28 sierpnia 2020, Włocławek)

## Osiągnięcia
| Rok  | Impreza                | Miejsce | Konkurencja             | Pozycja    | Wynik   |
| ---- | ---------------------- | ------- | ----------------------- | ---------- | ------- |
| 2019 | Mistrzostwa Europy U20 | Borås   | sztafeta 4 × 400 metrów | 3. miejsce | 3:37,13 |